# Ernesto Malbrán
Ernesto Fernando Malbrán Vargas (Santiago de Chile, 25 de diciembre de 1932-Noruega, 25 de octubre de 2014) fue un actor, director de teatro y cine, docente, dramaturgo y escritor chileno, Licenciado en Letras en la Universidad de Chile, realizó estudios de Postgrado en Estados Unidos en la Escuela de Drama de la Universidad Yale y Actors Studio con Lee Strasberg. Impartió Seminarios, Cursos y Talleres en torno a diversos temas de la literatura y el drama. Destacado actor de cine, trabajó en Alemania, Noruega, España, Colombia y Chile. Fue uno de los fundadores de La Mancha escuela internacional de gesto y la imagen, ubicada en El Arrayán, Santiago de Chile.

## Biografía
Hijo de Aída Vargas Lara, pianista, y Arturo Malbrán Vega, instructor de abecedario morse, Ernesto Malbrán gusta de la actuación, pero la ve más como un juego: su verdadera pasión es la enseñanza. Alumno del Instituto Nacional y la Universidad de Chile, perfecciona sus estudios de actuación en la Universidad Yale y el Actors Studio, en Estados Unidos. 
Su pasión por la educación se basa en el desarrollo de un paradigma relacionado con el cuerpo, pero esta empresa no la lleva a cabo solo. Durante el gobierno de la Unidad Popular fungió como encargado de las relaciones entre las industrias y las autoridades. Como tal, apareció en el documental La batalla de Chile de Patricio Guzmán. El Golpe de Estado de 1973 lo obliga a exiliarse en Noruega. Su hijo, Rodrigo, en un comienzo futbolista con futuro, abandona el deporte y después de algunos años acaba haciendo teatro. En Francia, Rodrigo Malbrán consigue lo que su padre no pudo: estudiar con el maestro del teatro físico, Jacques Lecoq. A mediados de los años 1980, Ernesto Malbrán regresa a Chile y se dedica a hacer clases en la Universidad de Chile. Cuando Rodrigo Malbrán y su esposa Ellie Nixon se radican en Chile, los tres diseñan programas de enseñanza de teatro físico basado en el modelo de Lecoq. Sin embargo, estos no ven la luz hasta que los tres aúnan esfuerzos y fundan su propia institución: la Escuela Internacional del Gesto y la Imagen la Mancha. Allí, Ernesto Malbrán se desempeña como docente en dramaturgia y director de la unidad audiovisual. 
La experiencia teatral de Ernesto Malbrán es extensa: ha participado en la puesta en escena de obras de Shakespeare, Molière, Bertolt Brecht, Ionesco y Beckett, entre otros. Su paso por el cine, aunque breve, le ha valido cierto reconocimiento. A mediados de los años 1980, obtuvo el Premio del Público en el Festival de Trondheim por su actuación en Sin nombre y en 2005 el Premio al Mejor Actor de Reparto, otorgado por la revista chilena Wikén, por su trabajo en Machuca, film en que encarna el papel del sacerdote norteamericano que, conforme a hechos que son históricos, intentó revolucionar la enseñanza del exclusivo colegio de clase alta que dirigía incorporando a estudiantes de hogares obreros.

## Filmografía

### Cine
| Películas | Películas                                        | Películas                  | Películas                     |
| Año       | Título                                           | Rol                        | Director                      |
| --------- | ------------------------------------------------ | -------------------------- | ----------------------------- |
| 1974      | Chile Lever/Chile Vive                           | Documental                 | Ernesto Malbrán               |
| 1979      | El poder popular                                 | Documental                 | Patricio Guzmán               |
| 1984      | Abschied in Berlin/Despedida en Berlín           | El Padre                   | Antonio Skármeta              |
| 1986      | Navnløs/Sin nombre                               | Protagónico: El Prisionero | Alexander Røsler              |
| 1987      | Hombres y peces                                  | Guion de E.Malbrán         | Marcelo Celedón               |
| 1988-1989 | Los colores de la fama-Serie Television Colombia | Edmundo Navarro            | Pepe Sánchez                  |
| 1989      | Viento en popa, proa al sol                      | Guion de E.Malbrán         | Marcelo Celedón               |
| 1990      | Caluga o menta                                   | Camionero                  | Gonzalo Justiniano            |
| 1990      | El lugar donde termina la tierra                 | Trilogía documental        | Ernesto Malbrán               |
| 1991      | Nazca - Serie Iberoamericana TVE                 | Regnier                    | Benito Rabal                  |
| 1991      | Basta la palabra                                 | Fernandito                 | Raúl Ruiz                     |
| 1991      | La calchona-Cuentos de misterio                  | Mauro                      | Jaime Miranda y Rodolfo Matus |
| 1994      | La estrategia del caracol                        | Lázaro                     | Sergio Cabrera                |
| 1996      | Punto Rojo                                       |                            | Alberto Daiber                |
| 1997      | Chile, la memoria obstinada                      | Documental                 | Patricio Guzmán               |
| 2000      | Campo minado                                     | Gunther                    | Alex Bowen                    |
| 2003      | Subterra                                         | Mister Davis               | Marcelo Ferrari               |
| 2004      | Machuca                                          | Padre McEnroe              | Andrés Wood                   |
| 2006      | Simón                                            | Don Ángel                  | Carlo Crino                   |
| 2007      | La Recta Provincia                               | San Germán                 | Raúl Ruiz                     |
| 2008      | Desierto Sur                                     | Pepe Valencia              | Shawn Garry                   |
| 2009      | El baile de la Victoria                          | Doctor Ortega              | Fernando Trueba               |
| 2010      | Los británicos de Lota                           | John Mackay                | Reinaldo Torres               |
| 2010      | Post Mortem                                      | Arturo Puelma              | Pablo Larraín                 |
| 2010      | El viaje de Emilio                               | Emilio                     | Abril Trejo                   |

## Obras de teatro
- 1961 Los invasores de Egon Wolff, productor y director, Osorno.
- 1976 Rødhette og rumpeknekker generalen. (Caperucita Roja y el general Rompeculo), autor y director, Auditorium Max, Bergen-Noruega.
- 1980-1981 Cataplum, autor y director, Den Nasjonale Scene y Heine Onstad Senteret, gira Noruega.
- 1982 Cataplum II, autor y director, Den Nasjonale Scene y Heine Onstad Senteret, gira Noruega y Suecia.

## Obras literarias
- 1963 La espera - cuento, seleccionado como mejor cuento, Primera Mención Honrosa en el quinto Concurso Nacional de Cuento de Diario "El Sur".
- 1972 El hombre que sonaba, editorial Quimantú, Santiago.
- 1974 Erkundigungen 24 chilenische erzhaler / Antología de 24 cuentistas chilenos, editorial Volk und Welt, Berlín.
- 1977 Chilex, antología de cuentistas chilenos en colaboración con Antonia Skármeta, editorial Pax, Oslo.
- 1977 Chilex - American Hispanists, editorial Indiana Clear Creek, Indiana, USA.
- 1988 Los veteranos del 70, antología colaboración con Carlos Olivares, editorial Melquiades, Santiago.
- 1989 Estoy listo, Madre, cartas a su madre desde el exilio, editorial Forlagssentralen, Noruega.
- 1990 Øyeblikk, historia tesorifica contada por un bufón, editorial Urano, Santiago.
- 2000 Lección de Vuelo, editorial LOM, Santiago.